# 일레인 페이지
일레인 페이지(Elaine Paige, OBE, 1948년 3월 5일 ~ )는 잉글랜드의 배우이자 가수이다.
뮤지컬 《에비타》에서 에바 페론 역을 맡아 1978년 로런스 올리비에상 뮤지컬 여우주연상을 받았으며, 이후 같은 부문 수상후보로 4회 지명되었다.

## 서훈
- 1995년 대영 제국 훈장 4등급(OBE) 수훈[1]